# Asutifi District

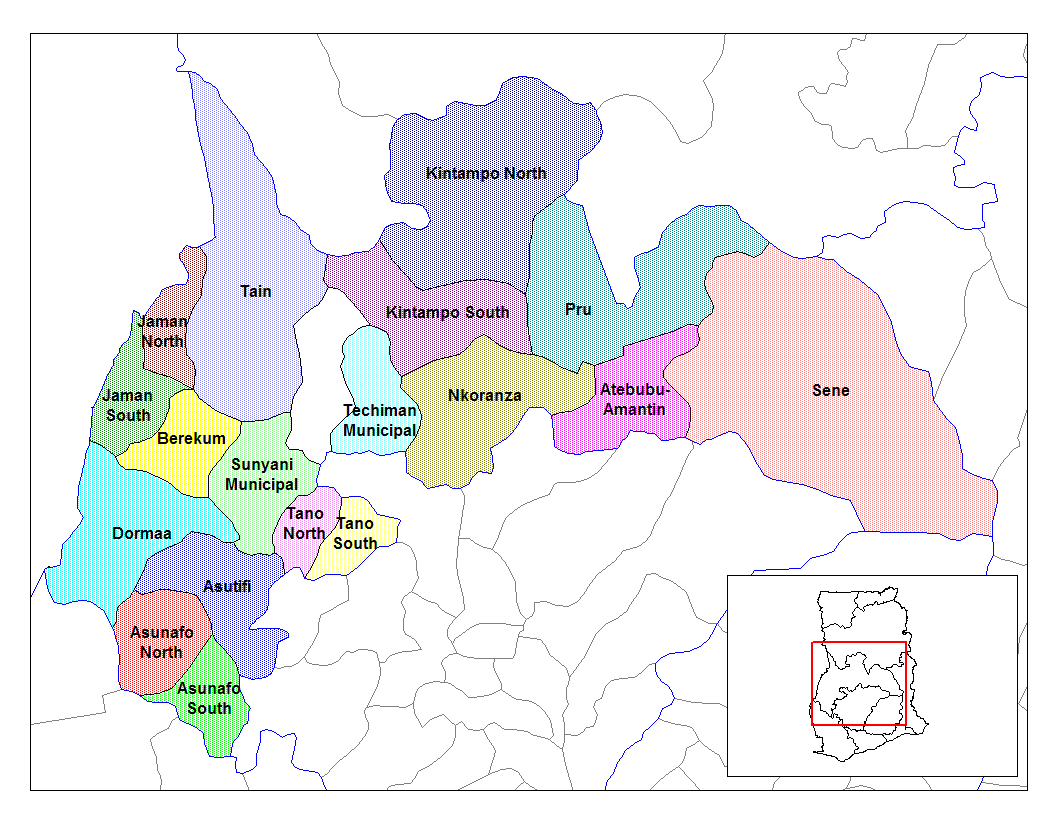
Lage des Distrikts Asutifi innerhalb der Brong-Ahafo Region

Der Asutifi District war ein Distrikt in Ghana. Er gehörte zur im Zentrum Ghanas gelegenen Brong-Ahafo Region und entstand 1988 per Dekret von Präsident Jerry Rawlings zusammen mit den Distrikten Ahafo Ano North und Ahafo Ano South durch die Teilung des Ahafo Districts.
Der im südwestlichen Teil der Brong-Ahafo Region gelegene Asutifi District grenzte an die zur gleichen Region gehörenden Distrikte Asunafo South, Asunafo North, Dormaa, Sunyani Municipal und Tano North sowie an die Distrikte Ahafo Ano North und Atwima Mponua in der Ashanti Region. Chief Exekutive über den 1799 km² großen Distrikt mit ca. 83.638 Einwohnern (2002) war Opoku Pepra mit dem Sitz in der Distrikthauptstadt Kenyasi. Der Distrikt wurde in die Distrikte Asutifi North und Asutifi South aufgeteilt. Sein Gebiet gehört seit 2018 zur Ahafo Region.

## Geographie
Der Distrikt hatte eine Fläche von 1799 km² und 84.475 Einwohner (Stand 2000). Er lag weit überwiegend in einem dichten Waldgebiet auf einer durchschnittlichen Höhe von ca. 230 Metern über dem Meeresspiegel. Der Distrikt wurde vom Fluss Tano sowie dessen Nebenflüssen Nsubin, Goa und Ntrotro durchflossen.
Wichtige geographische Erhebungen waren die Bergketten Birimain und Dahomeyan. In der Birimain-Bergkette wurden Goldlagerstätten gefunden. Zudem wurden Lagerstätten von Mangan und Bauxit vermutet. Diamanten wurden in der Gegend um Wamahinso gefunden. Auch Sandlagerstätten fanden sich in Kenyasi, Gambia No.2, Hwidiem und Acherensua, Lehmlagerstätten wurden in Nsunyameye und Dadiesoaba entdeckt.

## Bevölkerung
Bei der Volkszählung des Jahres 1984 wurden 54.891 Bewohner gezählt. Bereits im Jahr 2000 war diese Zahl auf 84.475 angewachsen. Daraus ergibt sich ein jährliches Bevölkerungswachstum von 2,8 Prozent. Für das Jahr 2006 ergaben Schätzungen eine Bevölkerungszahl von 99.928 Bewohnern.
Von der Bevölkerung zählten insgesamt 54,3 Prozent zu den nahe verwandten Volksgruppen der Aschanti und der Brong. Weitere 19,4 Prozent der Bevölkerung stammten aus den Völkern des Nordens. Ferner lebten Ewe und andere Akan wie die Fanti im Distrikt. Insgesamt 73,3 Prozent der Bevölkerung waren dem Christentum zuzurechnen, 23,8 Prozent waren Moslems und 2,9 Prozent gehörten traditionellen Religionen an.
Von den Einwohnern entfielen 2006 ca. 54,7 Prozent auf die Bevölkerungsgruppe im arbeitsfähigen Alter zwischen 15 und 64 Jahren. Ca. 50,4 Prozent der Bevölkerung waren Frauen. Lediglich in den Siedlungen Kenyani No. 2 und Hwediem lebten 2006 über 5000 Menschen. Insgesamt etwas über 20 Prozent der Bevölkerung des Distriktes lebte unter städtischen Bedingungen. Insgesamt zählte der Distrikt 117 Siedlungen in 4 größeren traditionellen Regierungseinheiten (Paramountcies) in Kenyasi No. 1, Kenyasi No. 2, Hwidiem und Acherensua.

## Wirtschaft
Die Bevölkerung war hauptsächlich in der Landwirtschaft tätig. 17 Prozent der Bevölkerung erwirtschafteten ihr Einkommen aus dem Handel. Einige Banken waren im Distrikt tätig. So hatte die EcoBank und die Agricultural Development Bank (ADB) in Kenyasi No. 1 Filialen, die Ghana Commercial Bank Ltd. hatte eine Filiale in Hwediem, die Tano Rural Bank hatte ihren Sitz in Ntotroso (und Filialen in Kenyasi No. 1 und Gambia No. 2), die Tano Agya Rural Bank hatte Filialen in Kenyasi No. 2 und Dadiesoaba, die Asutifi Rural Bank hatte ihren Sitz in Acherensua (und eine Filiale in Kenyasi No. 2), die Ahafo Community Bank hatte Filialen in Hwediem und Kenyasi No. 1.

## Infrastruktur
Die Wasserversorgung im Distrikt wurde in den Gebieten Kenyasi, Acherensua und Hwidiem über Leitungswasser durchgeführt. Alle anderen Siedlungen waren an das Leistungswassersystem noch nicht angeschlossen und deckten den Wasserbedarf für 57 Prozent der Distriktbevölkerung aus handbetriebenen Pumpen, zu 21 Prozent aus Bohrlöchern. Beinahe 17 Prozent hatten Zugang zum Leistungswasser.

## Bildung und Gesundheit
Im Distrikt waren 86 Kindergärten, 94 Grundschulen, 53 Junior Secondary Schools und vier Senior Secondary Schools eröffnet worden. Im Durchschnitt besuchten drei von vier Kindern die Schule und erhalten jedenfalls eine Grundschulbildung.
Der Gesundheitssektor im Distrikt bestand mit dem Saint Elizabeth Hospital in Hwidiem aus lediglich einer wesentlichen Gesundheitseinrichtung. Kleinere Gesundheitszentren waren das Kenyasi Health Centre, Gyedu Health Post, Acherensua Health Post, Dadiesoaba Health Post und die Gambia MCH Clinic. Weitere kleinere Dorfkliniken waren in Gambia No.1 und Nkaseim. Drei weitere Geburtshäuser fanden sich in Kensere, Kenyasi und Twabidi. Ca. 60 Geburtshelfer waren zudem im Distrikt tätig.

## Wahlkreise
Im Distrikt Asutifi wurden zwei Wahlkreise eingerichtet. Im Wahlkreis Asutifi North errang Paul Okoh für die New Patriotic Party (NPP) bei den Parlamentswahlen 2004 den Sitz im ghanaischen Parlament. Für den Wahlkreis Asutifi South errang Alhaji Collins Dauda für den National Democratic Congress NDC die Parlamentswahlen 2004.

## Wichtige Ortschaften
| - Hwidiem - Acherensua - Nkaseim - Kenyase No. I - Dadiesoaba - Gambia II - Ntotroso | - Mehame - Wamahiniso - Nkrankrom - Gyedu - Kensere - Sienkyem | - Obengkrom - Wuramumuso - Biaso - Gambia I - Asukese No. 2 - Amanfrom |